# Zenão de Afrodísias
Flávio Zenão (em latim: Flavius Zeno; em grego: Ζήνων; romaniz.: Zénon) foi um aristocrata romano do século III/IV. Era nativo de Afrodísias, na Cária e segundo inscrição de Roma era homem espectável. Os autores da Prosopografia associam-o ao sumo-sacerdote da Cária que esteve ativo neste período. Também é possível que seja associável ao conde do Oriente citado em inscrições não publicadas comunicadas por Charlotte Roueché.